# 마담 투소

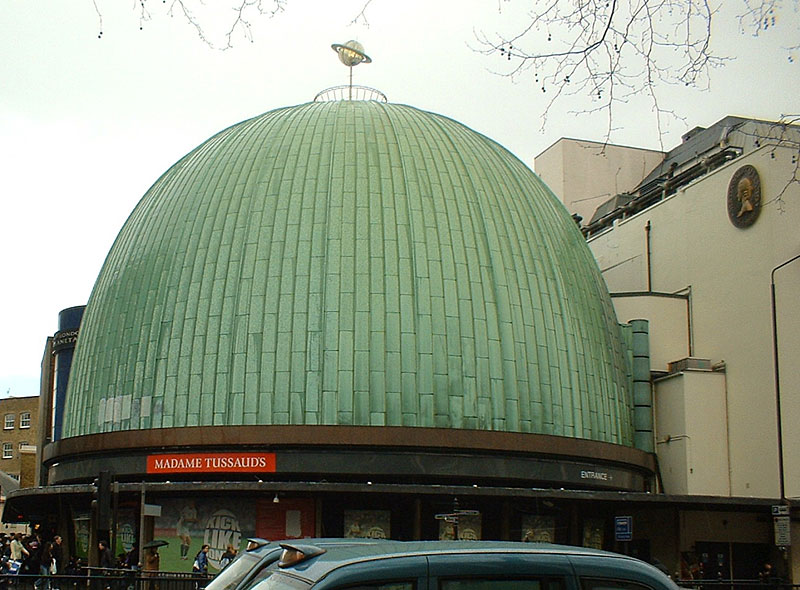
마담 투소 박물관과 런던 플라네타늄

마담 투소(Madame Tussauds)는 런던 본점을 포함한 여러 나라 대도시에 있는 밀랍 인형 박물관이다. 마담 투소 박물관은 밀랍 조각가 마리 투소에 의해 설립되었으며, 예전에는 "Madame Tussaud's"라고 주로 불렸지만, 요즘에는 별로 쓰지 않는다. 마담 투소 박물관은 역사적인 왕실 인물, 유명한 영화 배우, 가수, 스포츠 스타, 악명높은 살인자의 밀랍 인형을 전시하는 런던의 주요 관광 명소이다.

## 역사
마담 투소는 아나 마리아 그로스홀츠(Anna Maria Grosholtz)(1761–1850)라는 이름으로 프랑스 스트라스부르에서 태어났다. 마담 투소의 어머니는 해부학을 위한 밀납 모형을 만들던 필리프 쿠르티우스박사의 스위스 베른 저택에서 가정부로 일했는데, 밀납 인형을 만드는 기술을 배울 기회가 있었다.
투소는 1777년 첫 밀랍 인형 볼테르를만들었다. 이 외에 장자크 루소, 벤저민 프랭클린과 같은 유명한 사람들을 모델로했다. 프랑스 혁명 동안에는 많은 유명한 희생자들을 모델로 삼았다.
이후 1835년 영국 런던 베이커 가에 정착해 박물관을 열었다. 마담 투소의 박물관 중 공포의 방이란 곳은 주요 명소 중 하나였다. 공포의 방에는 프랑스 혁명 희생자들과 새로운 살인자들 그리고 기타 범죄자들을 전시했다.
현재 마담 투소 밀랍 인형 박물관은 런던 플라네타늄에 합쳐지며 런던의 주요 관광지 중 하나로 알려졌다. 마담 투소는 런던에 말고도 홍콩, 뉴욕, 암스테르담, 방콕, 베를린, 두바이, 할리우드, 자카르타, 라스베이거스, 상하이, 시드니, 빈, 워싱턴 D.C. 등 세계적인 주요 도시들에 확장되었다. 오늘날의 밀랍 인형 박물관에는 역사적인 왕실 인물, 유명한 영화 배우, 가수, 스포츠 스타, 악명높은 살인자 등을 전시한다.

## 마담 투소 런던의 갤러리

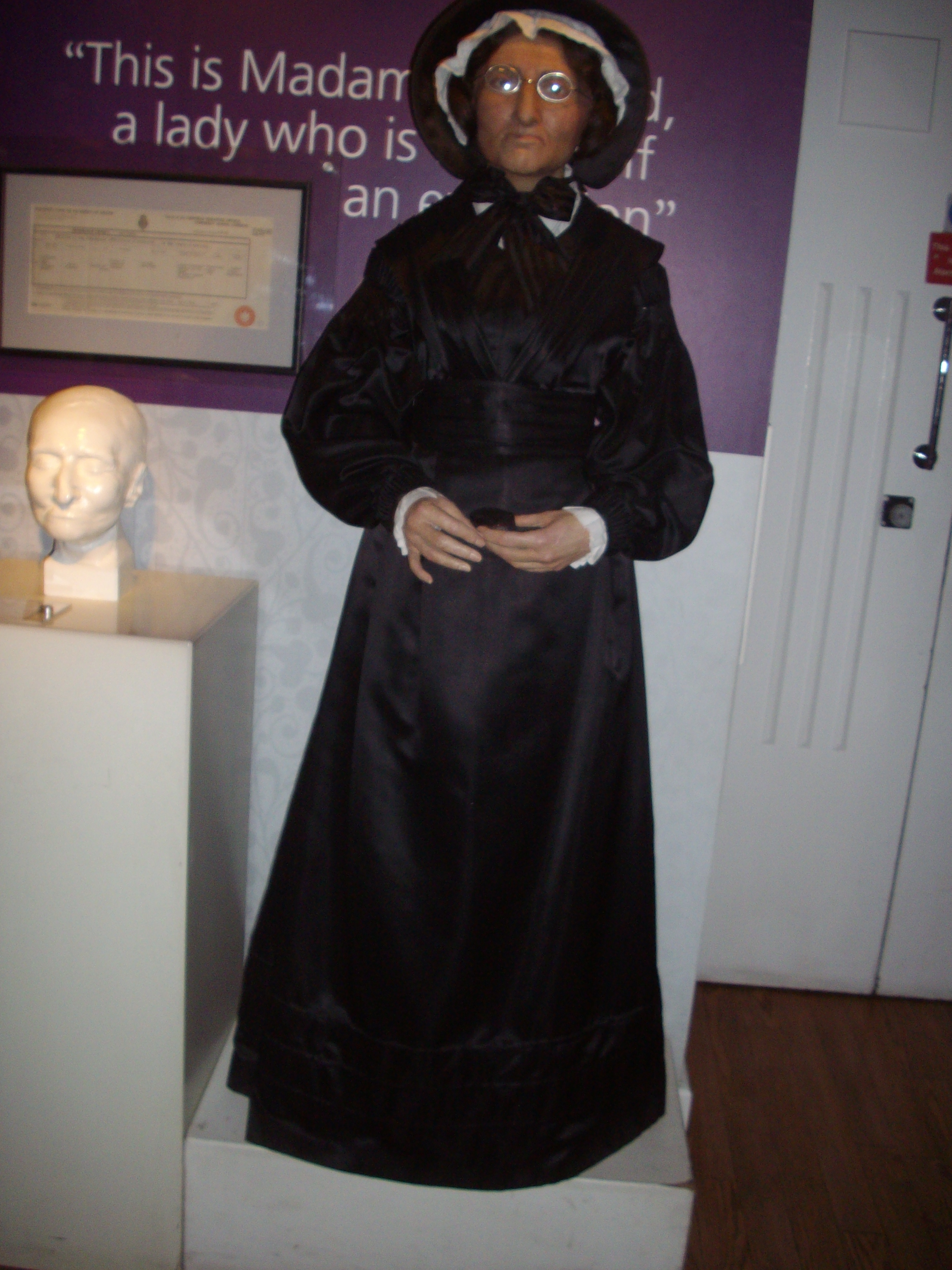
마담 투소 자신의 밀랍 인형
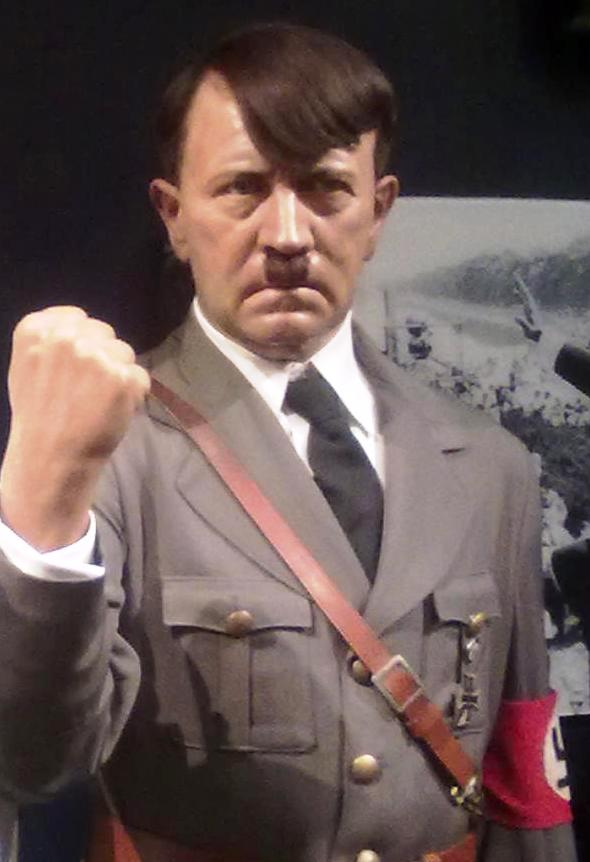
아돌프 히틀러
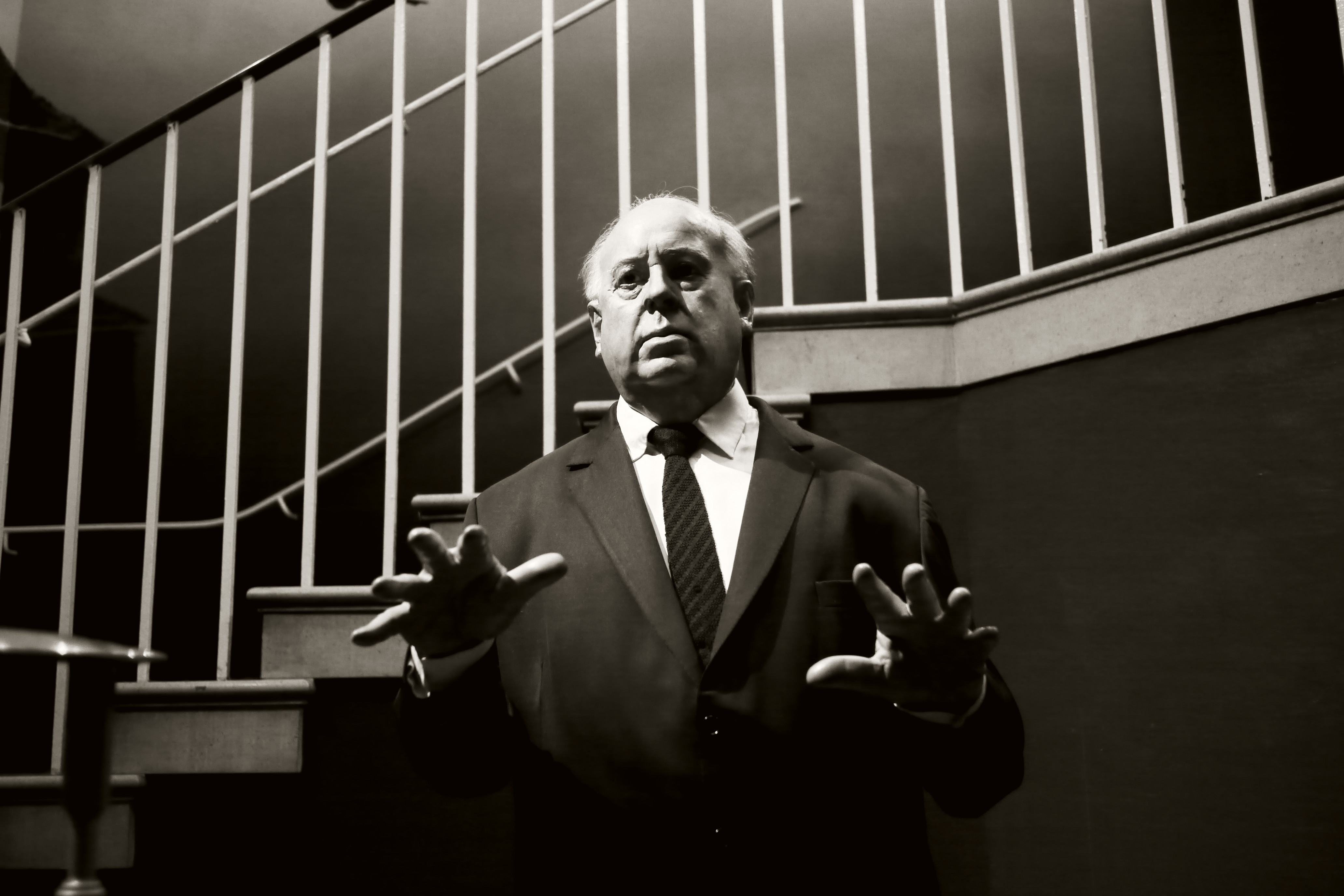
앨프리드 히치콕
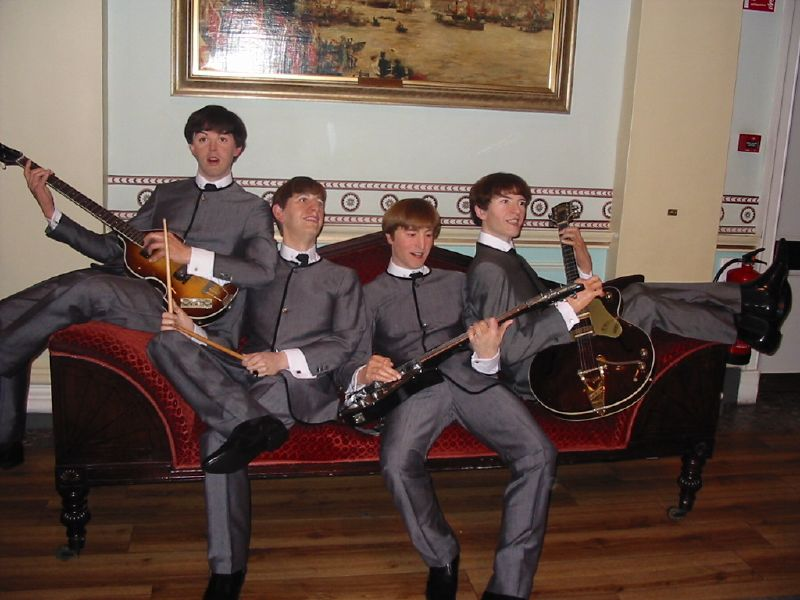
비틀즈
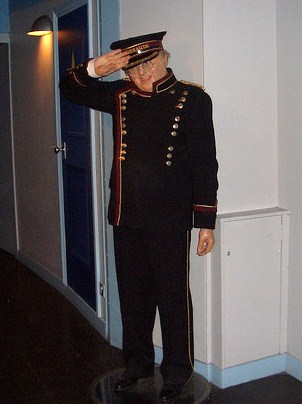
베니 힐
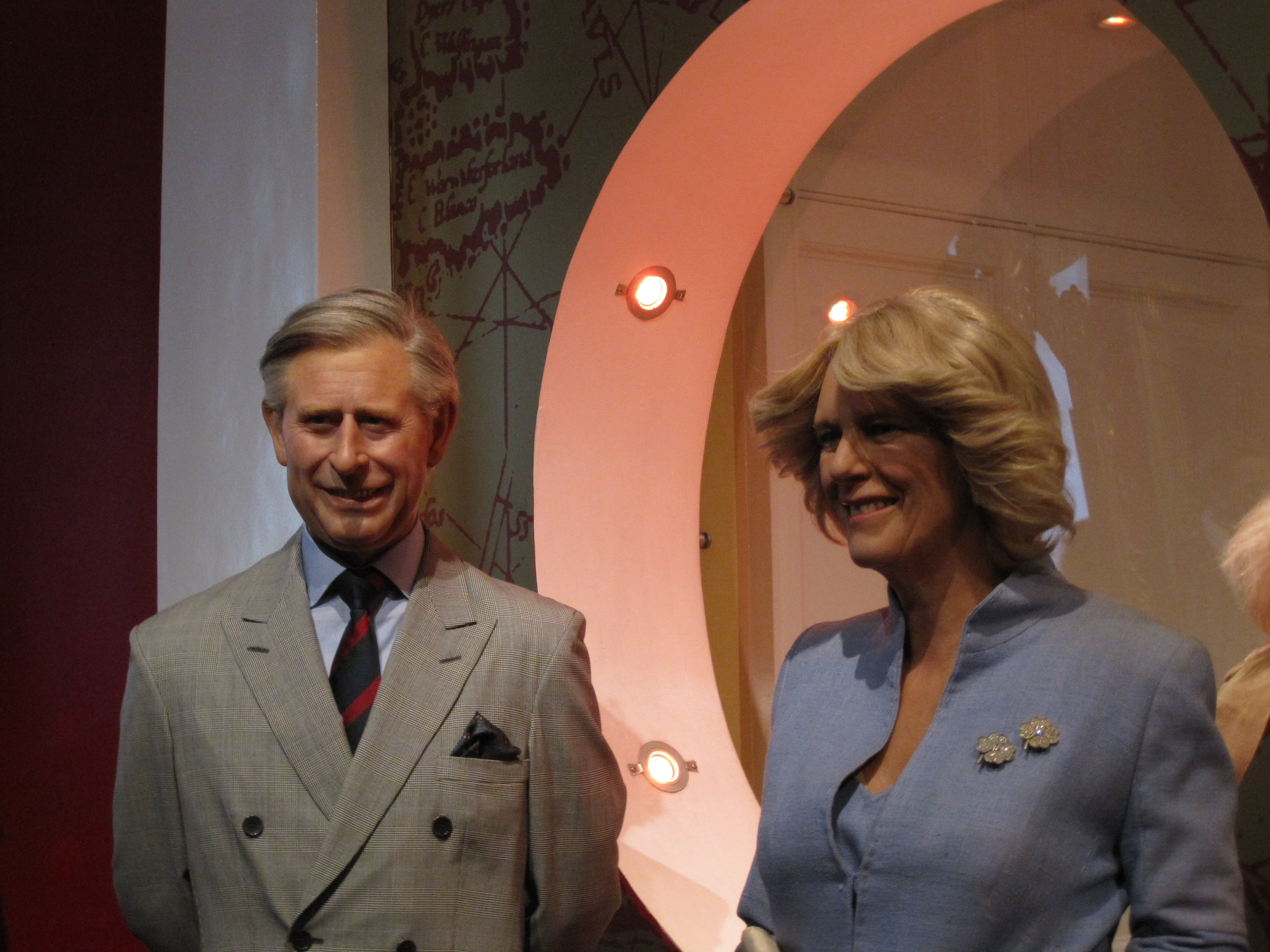
찰스 왕세자와 카밀라
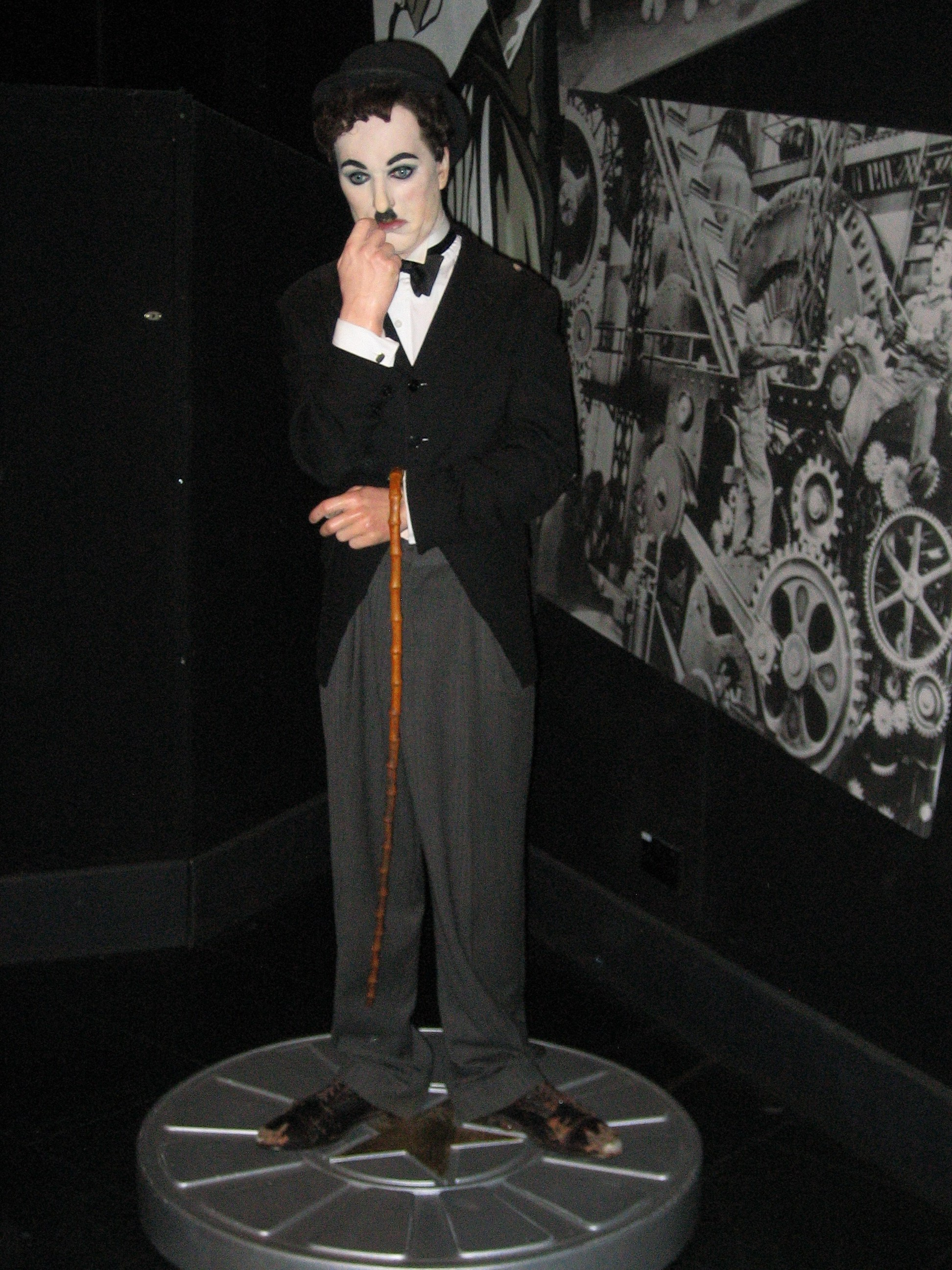
찰리 채플린
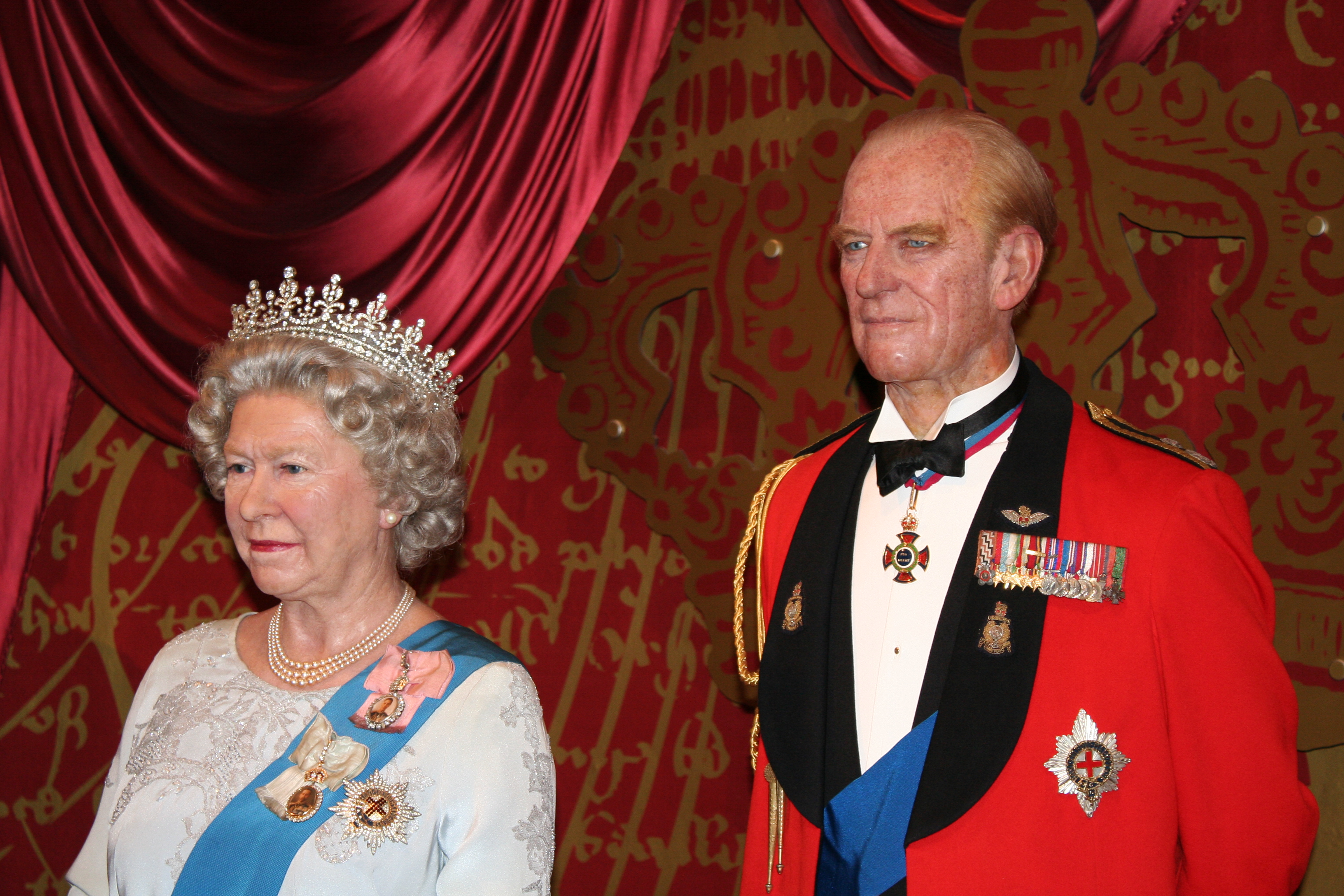
엘리자베스 2세와 부군 에든버러 공작 필립
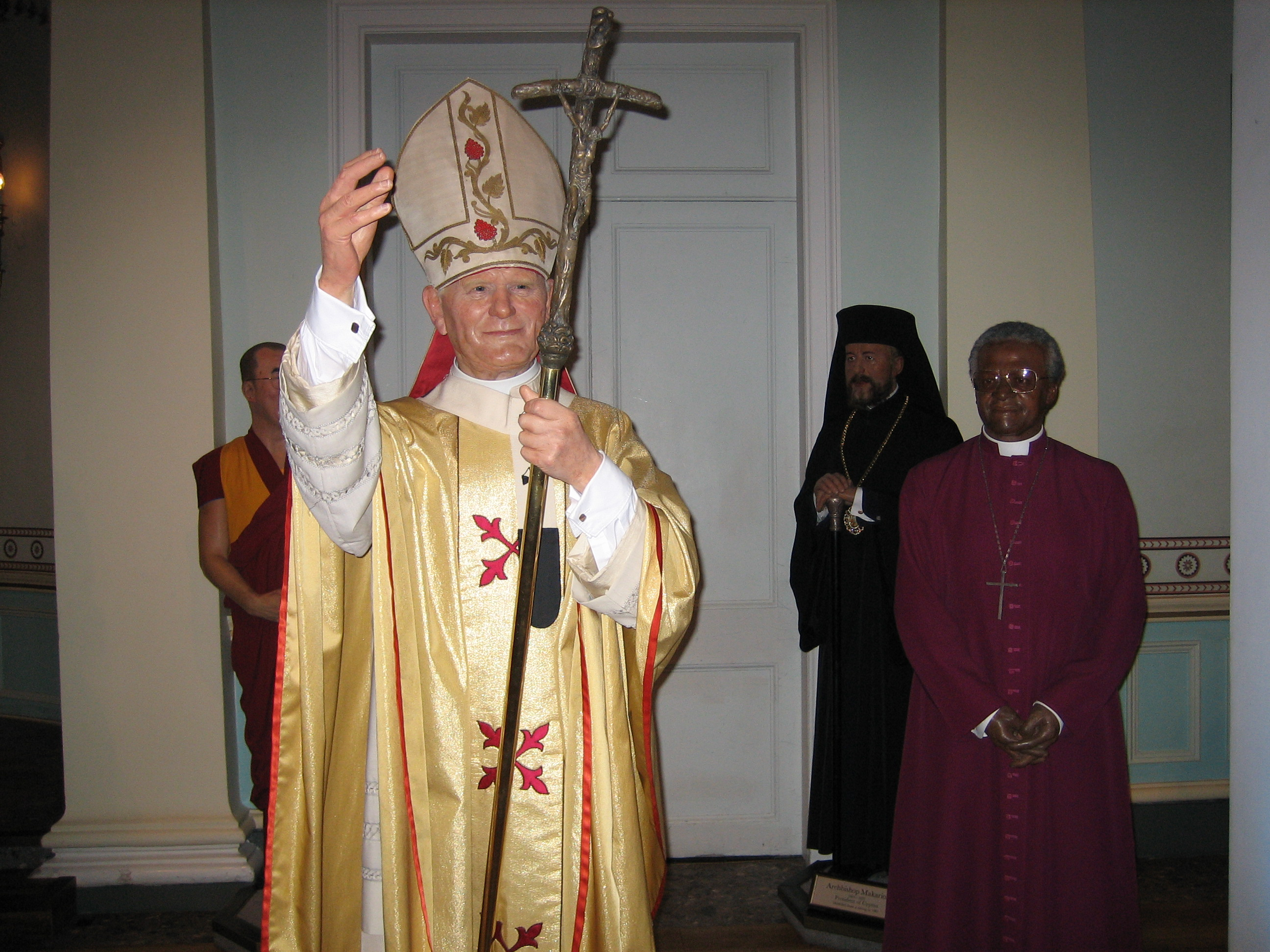
교황 요한 바오로 2세
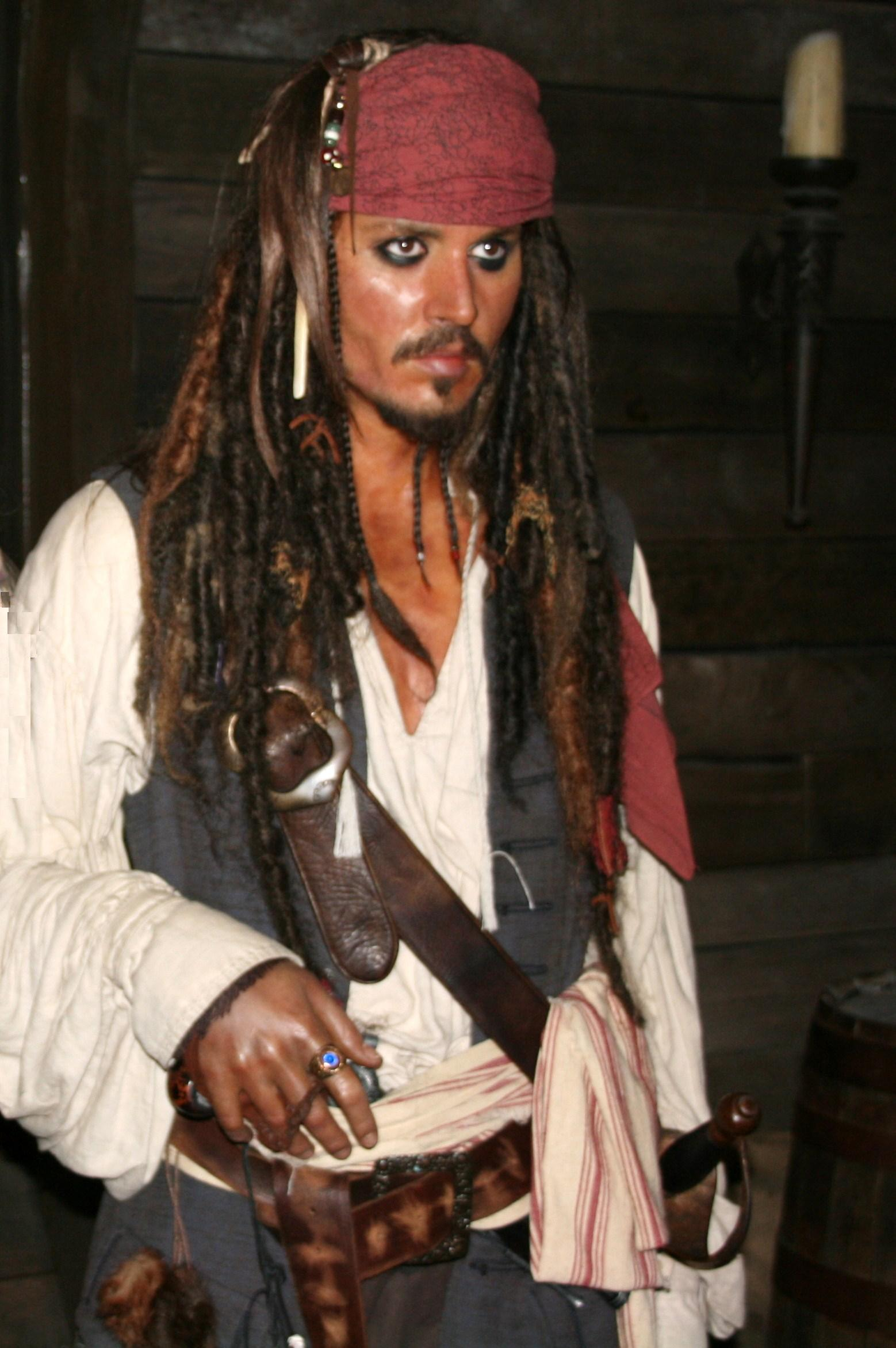
잭 스패로우 - 조니 뎁
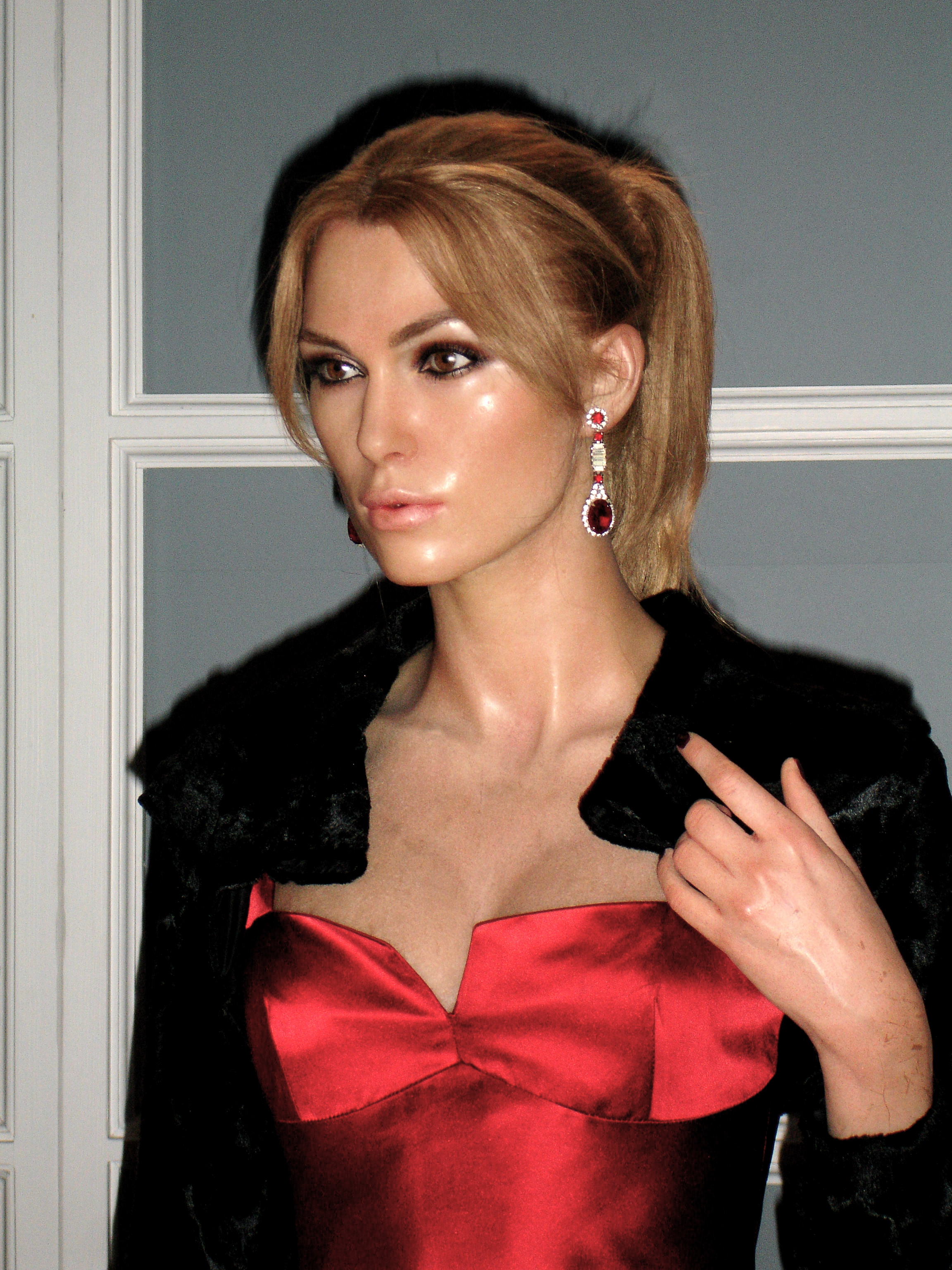
키이라 나이틀리
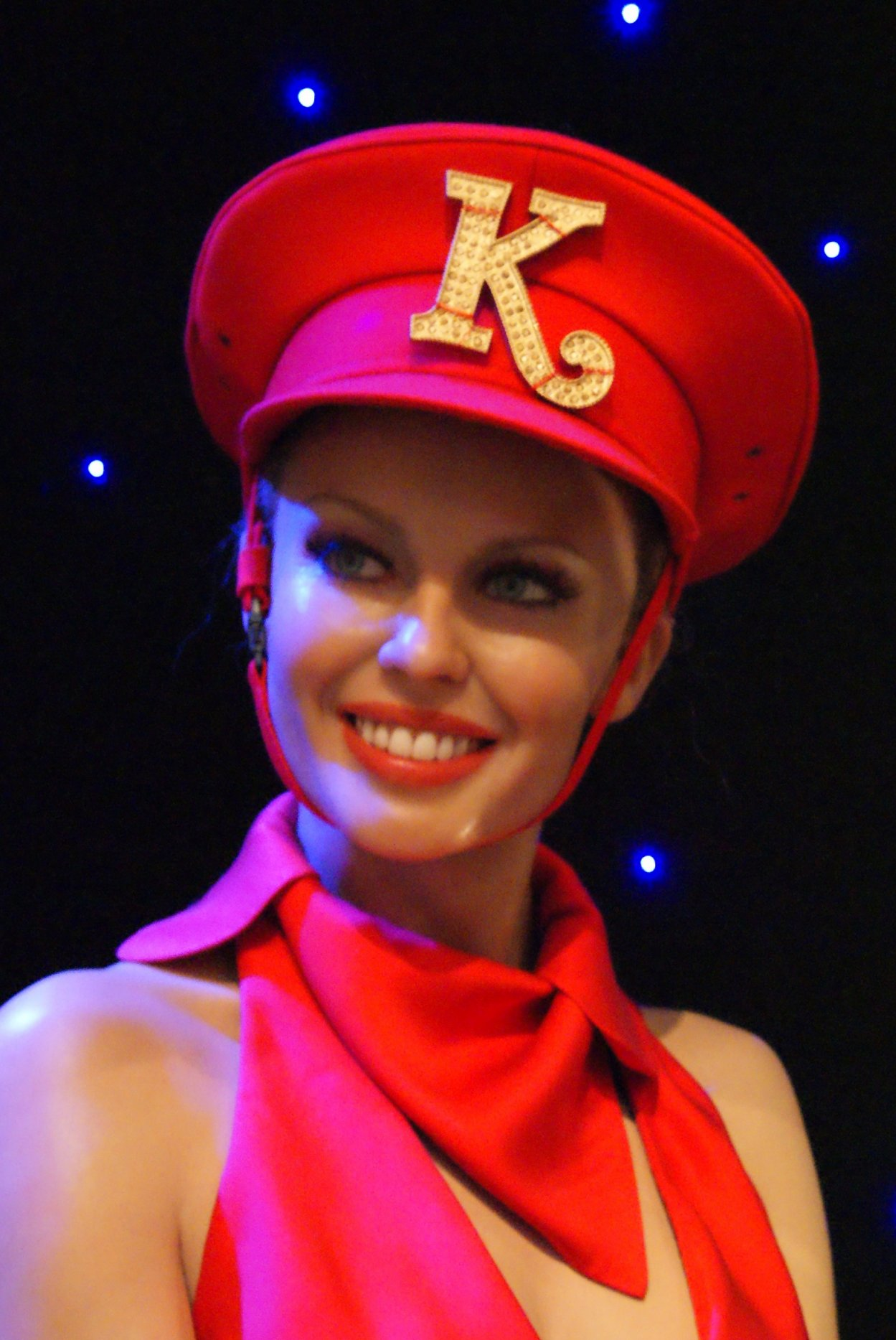
카일리 미노그
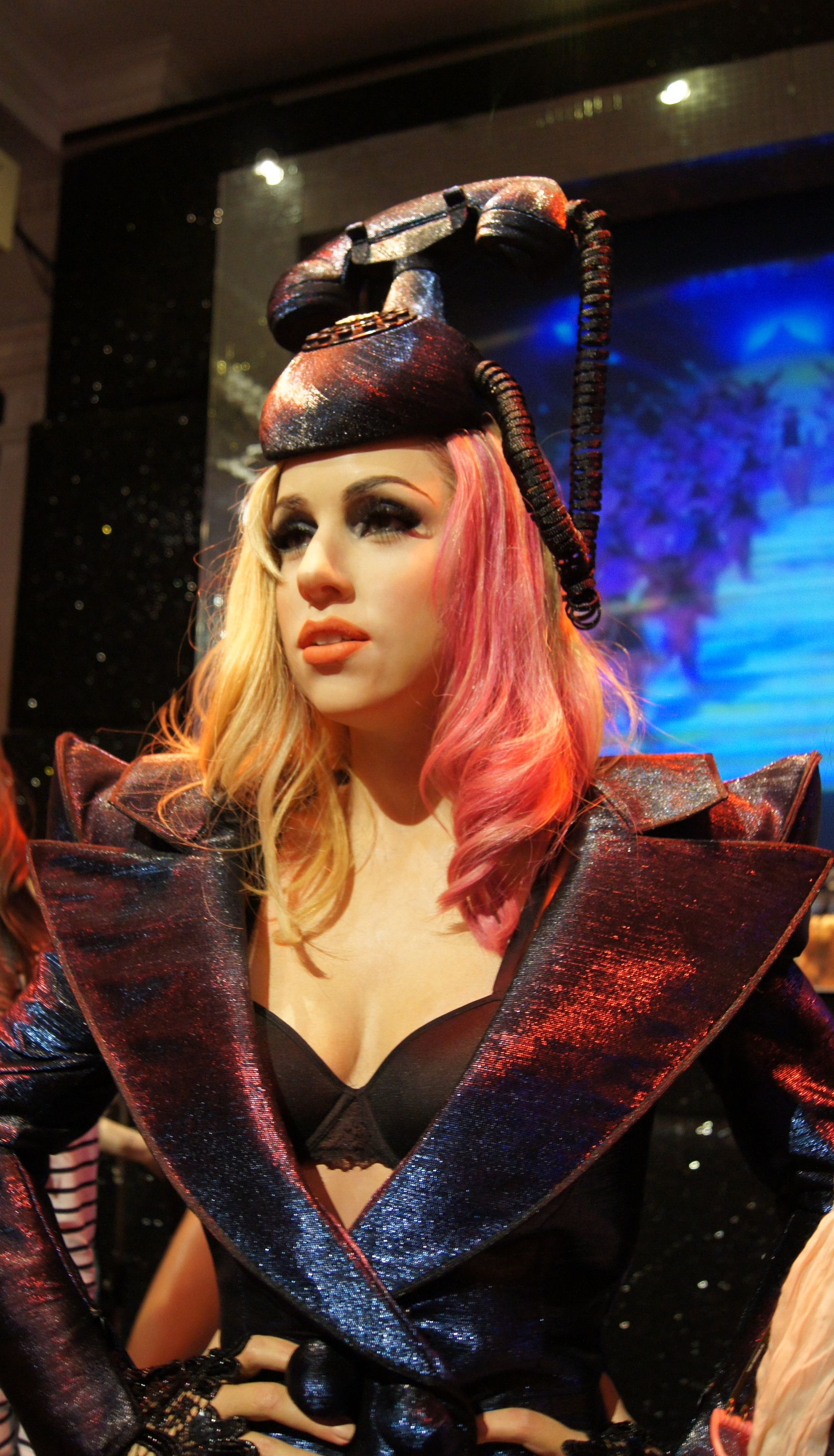
레이디 가가
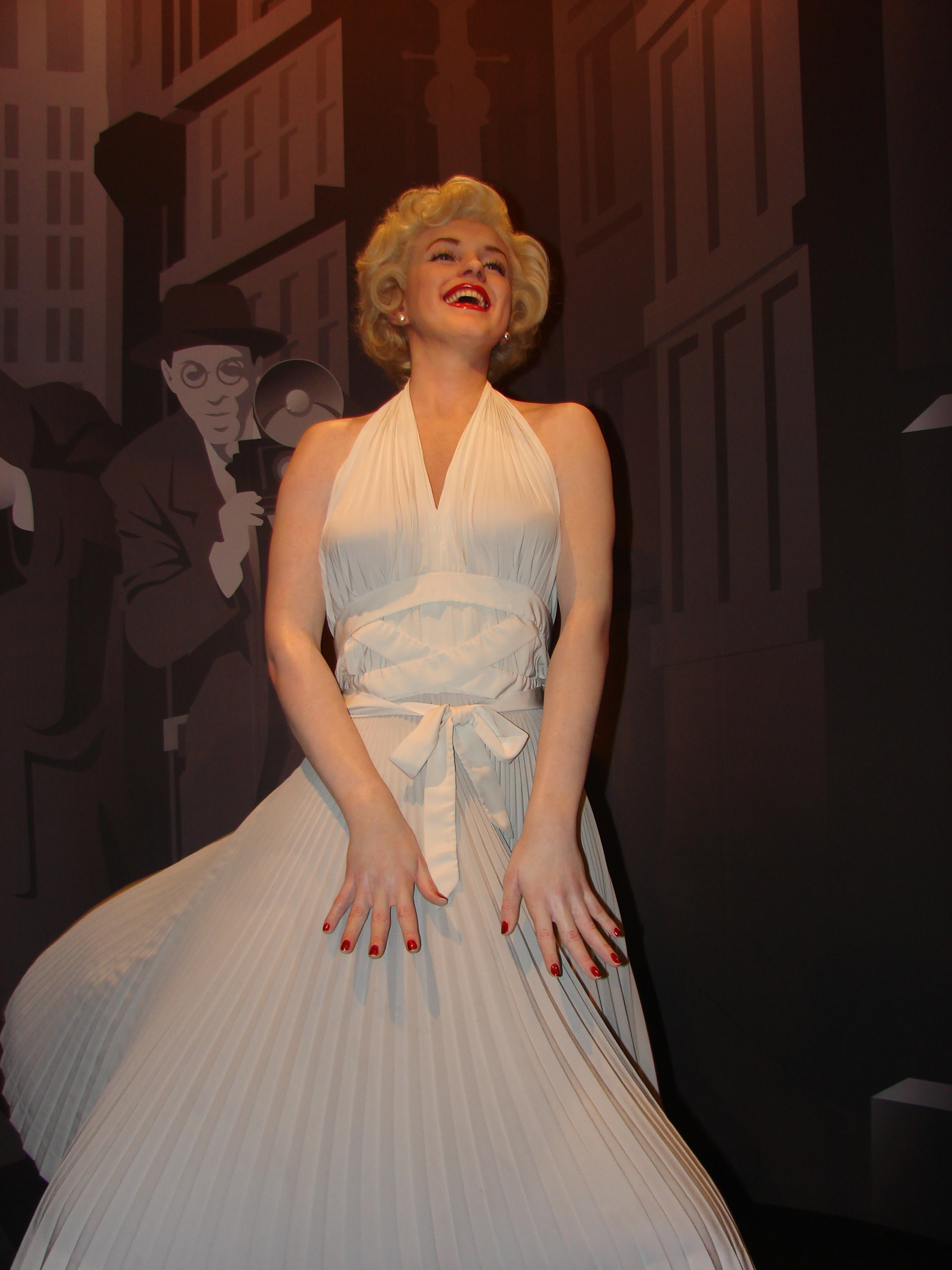
메릴린 먼로
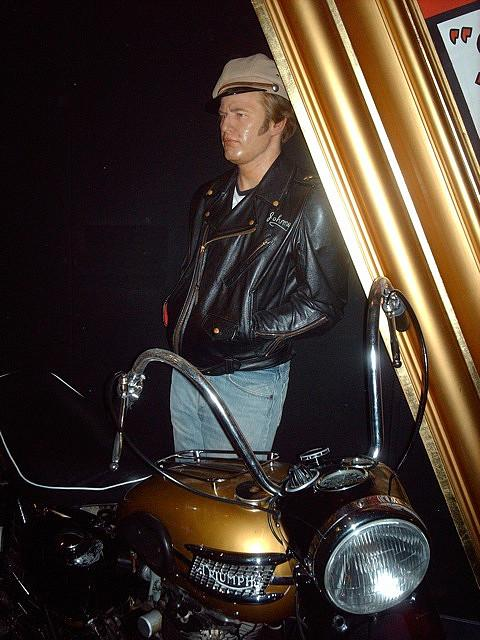
말런 브랜도
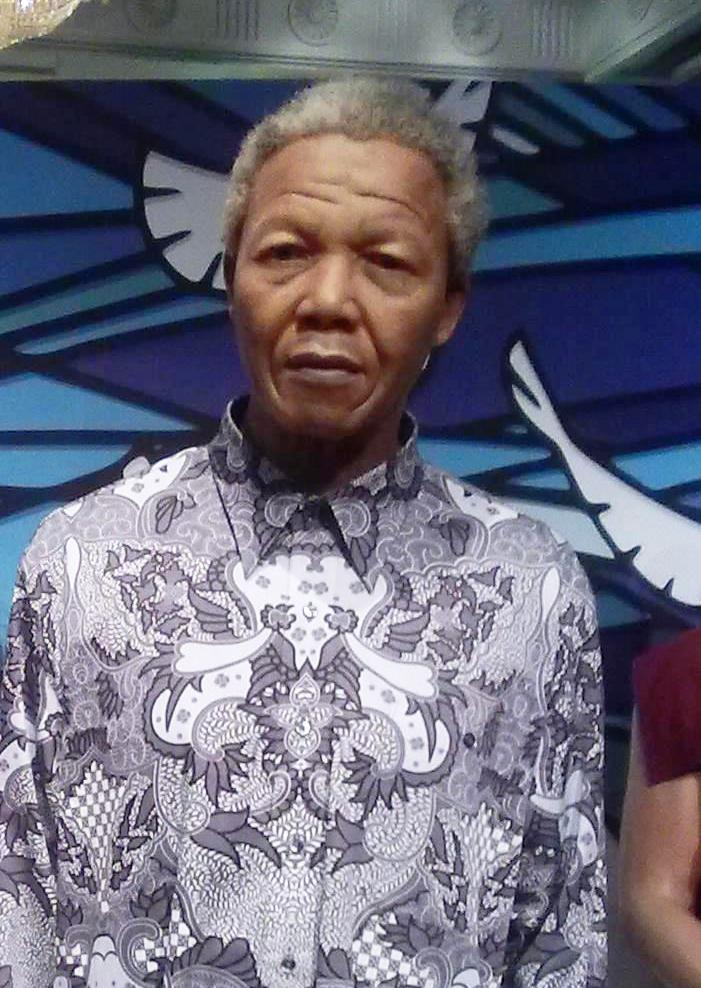
넬슨 만델라
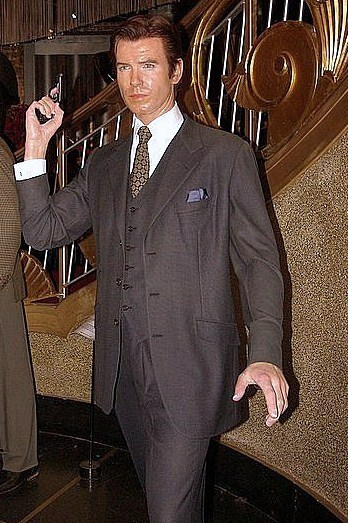
제임스 본드 007에서의 피어스 브로스넌
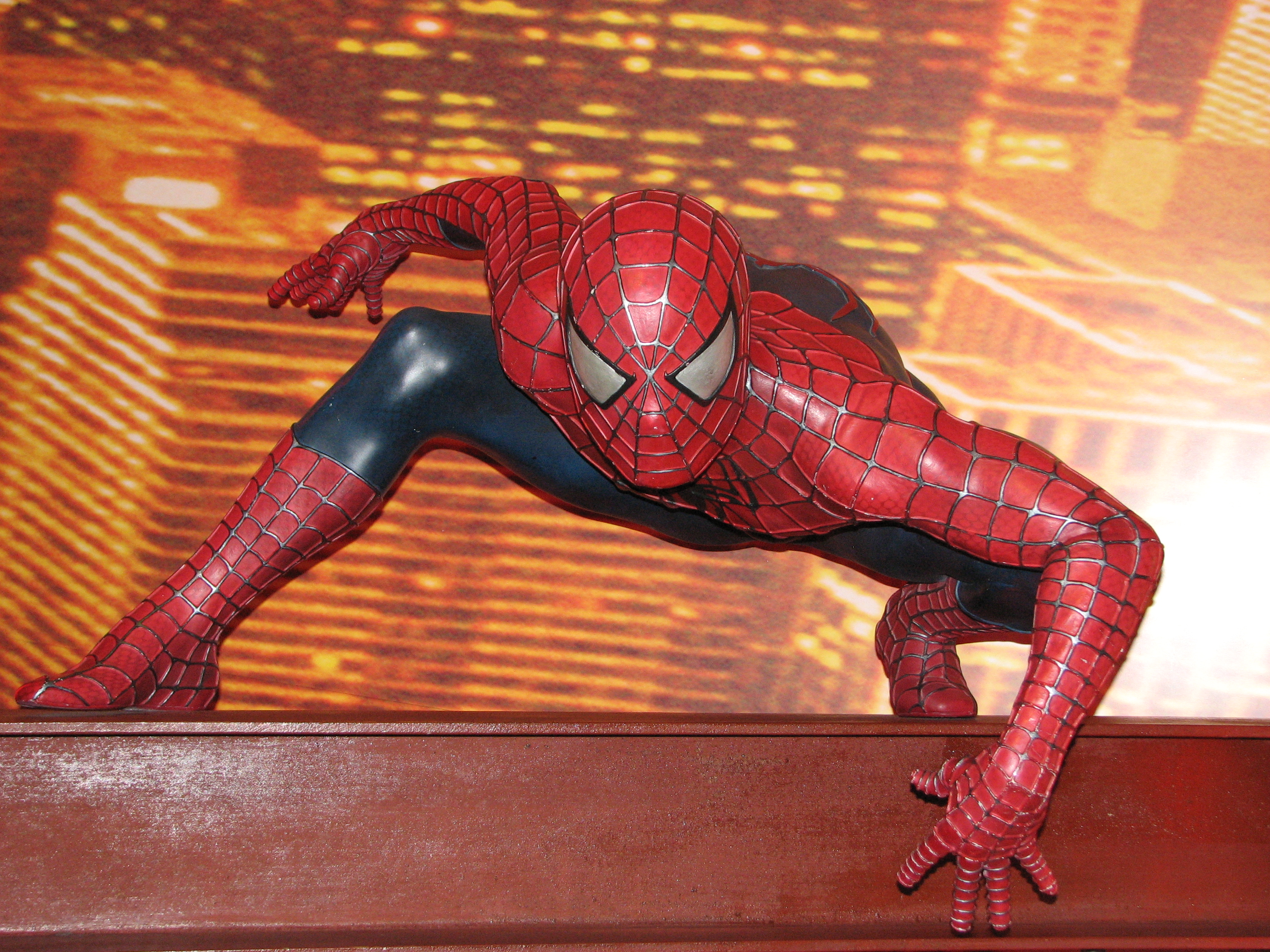
스파이더맨
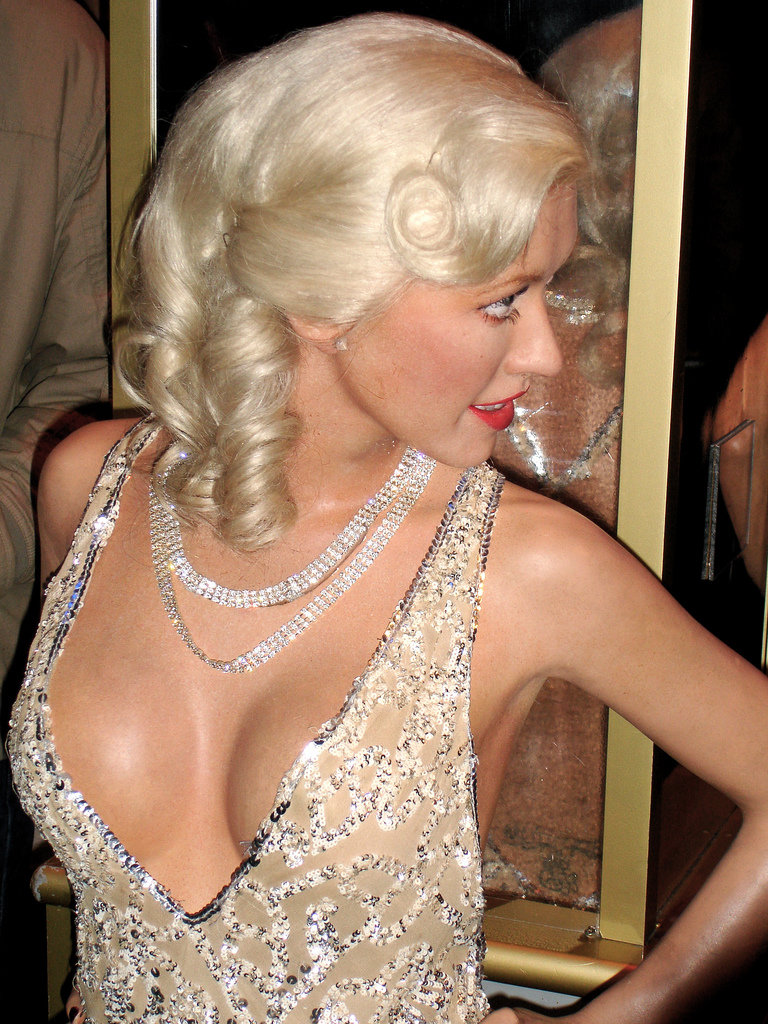
크리스티나 아길레라
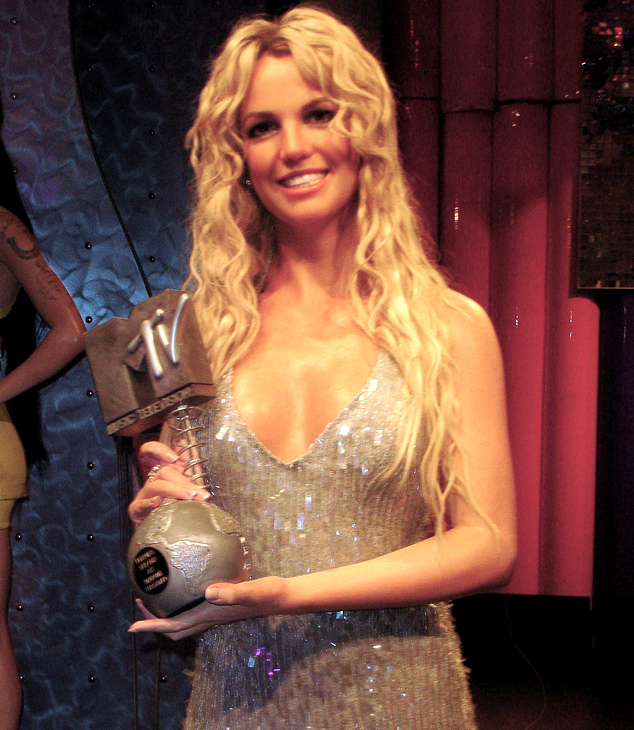
브리트니 스피어스
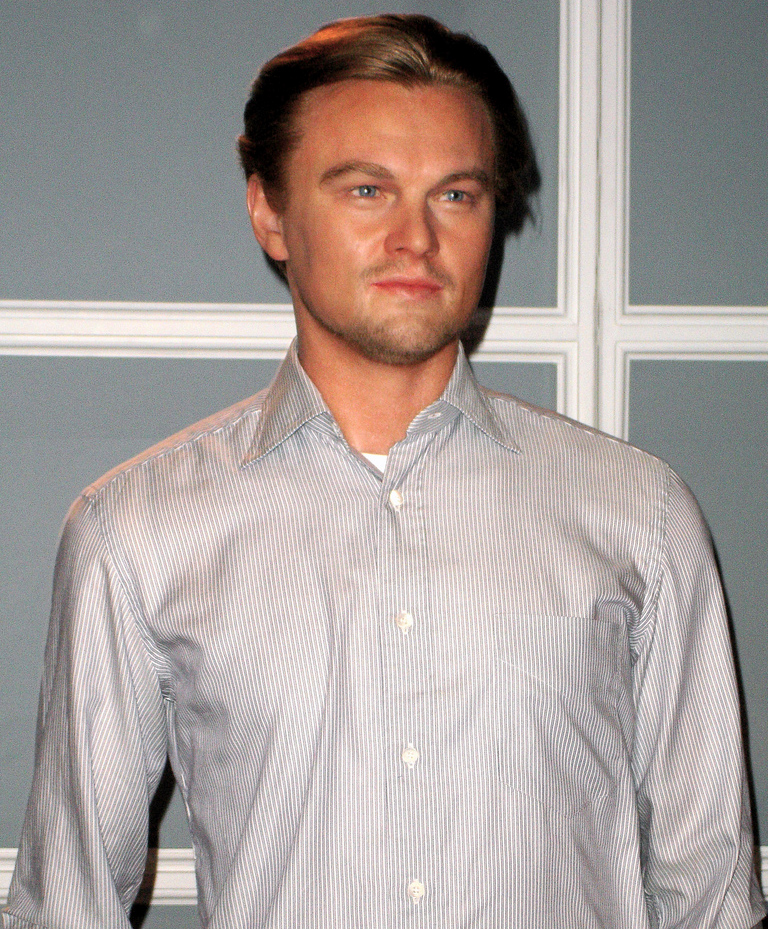
레오나르도 디카프리오
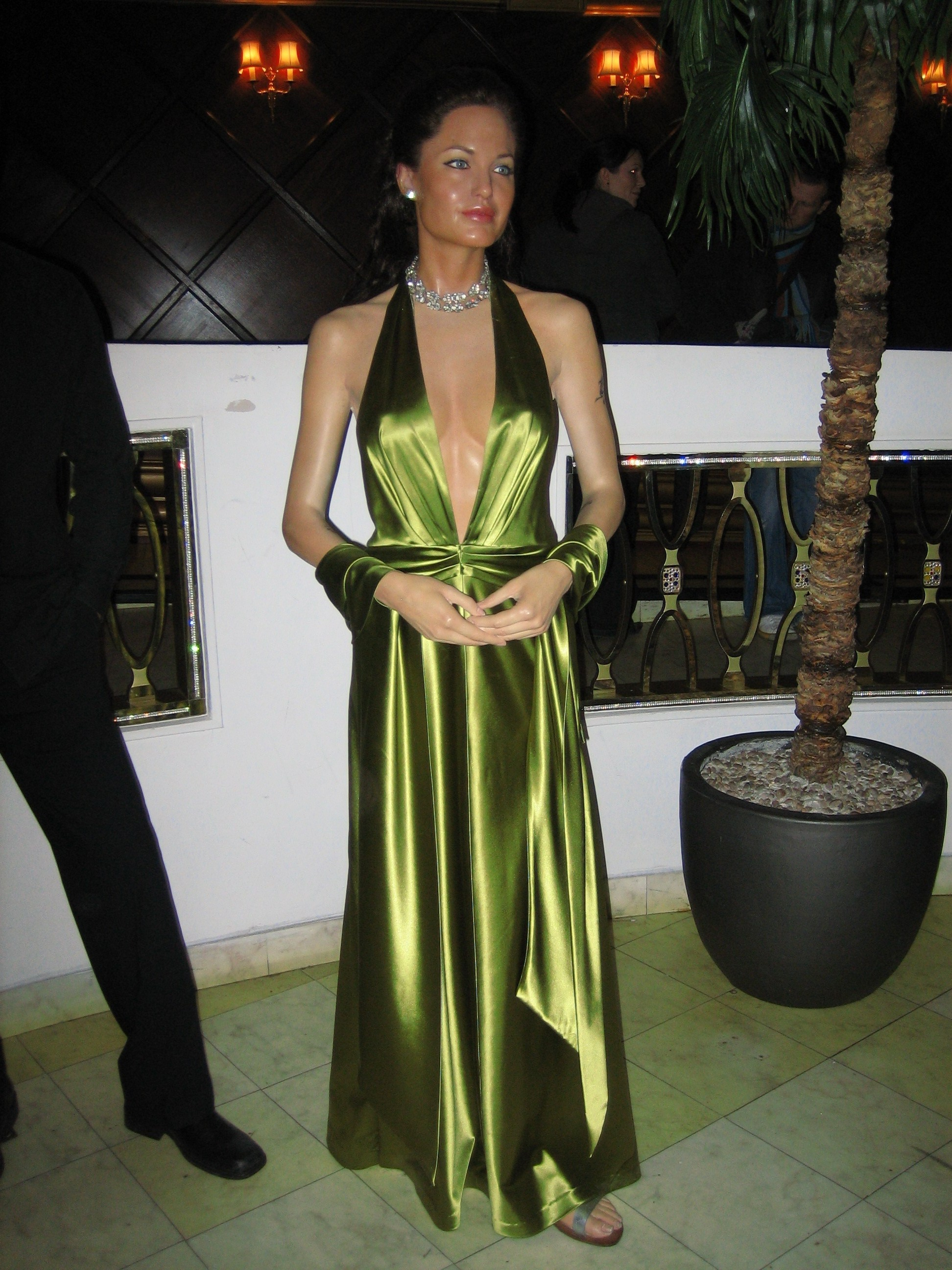
앤젤리나 졸리
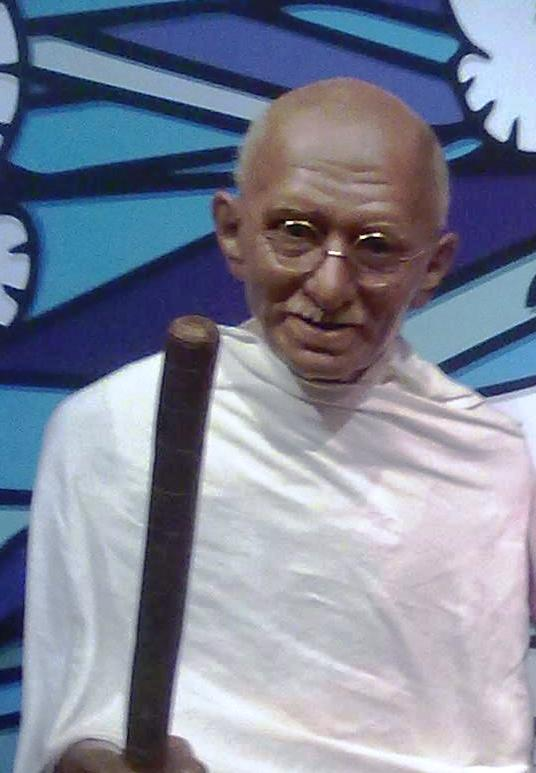
마하트마 간디
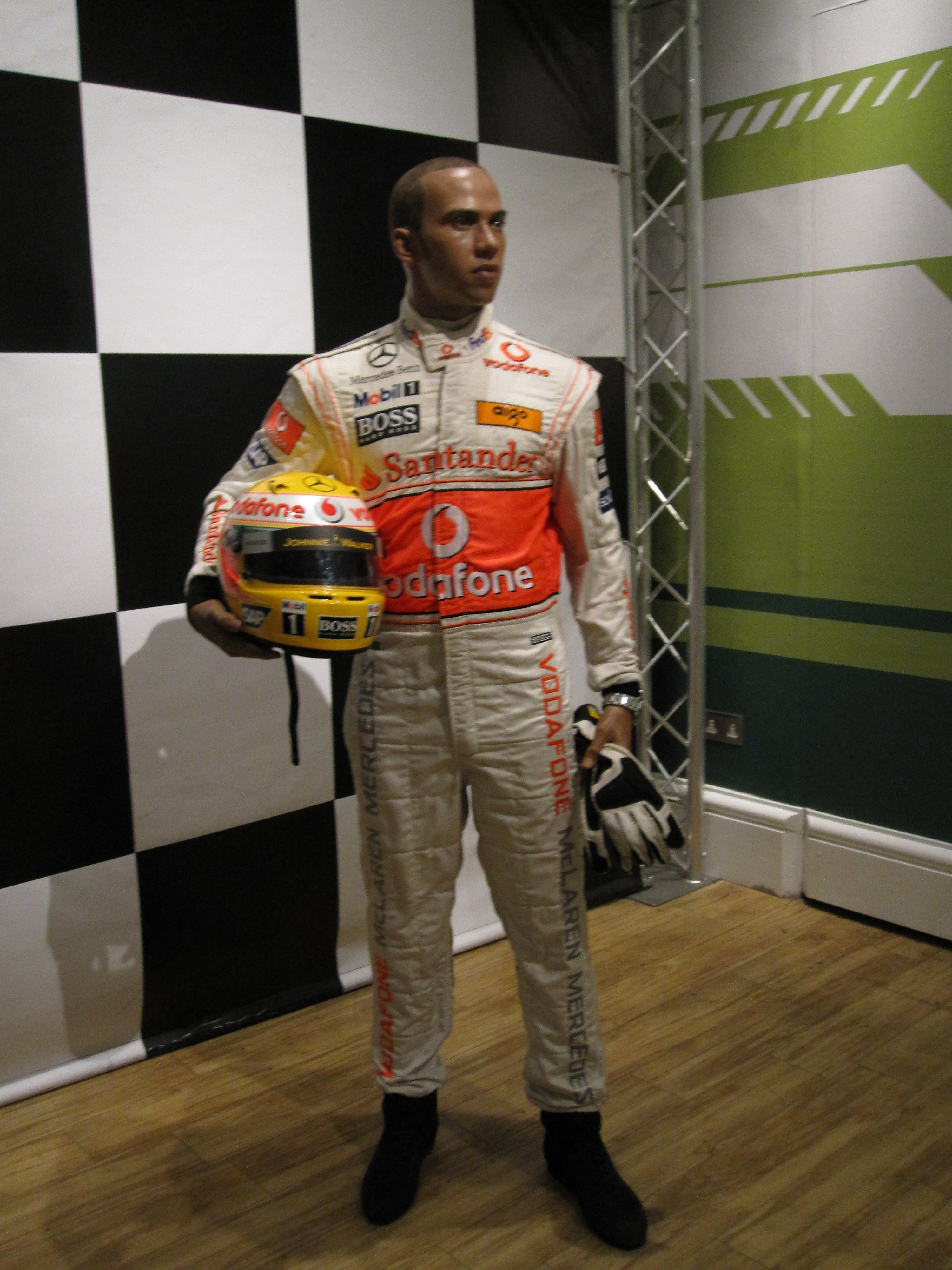
루이스 해밀턴

## 지점 목록
- 출처:[3]

북아메리카
- 라스베이거스
- 할리우드
- 뉴욕
- 워싱턴 D.C.

유럽
- 암스테르담
- 베를린
- 블랙풀
- 런던
- 빈

아시아
- 방콕
- 홍콩
- 자카르타 – 2012년 7월 완공 예정으로, 동남아시아 최대의 마담 투소 밀랍 인형 박물관이 될 예정이다.[4]
- 싱가포르
- 상하이
- 도쿄

오스트레일리아
- 시드니

## 같이 보기
- 마담 투소 런던
- 마담 투소 홍콩